# Johann Georg Hager
Johann Georg Hager (* 24. März 1709 in Oberkotzau; † 17. Oktober 1777 in Oederan) war ein deutscher Pädagoge und Geograph.

## Leben
Nachdem er zunächst in der väterlichen Landwirtschaft zur Hand ging und im Winter die Schule besuchte, wurde er im Alter von zwölf Jahren auf das Hofer Gymnasium Albertinum geschickt. Als er 1730 das Gymnasium absolviert hatte, ging er als Stipendiat an die Universität Leipzig. Er studierte an sämtlichen Fakultäten und wurde 1735 zum Dr. phil. promoviert. Er wurde Mitglied der Leipziger Gesellschaft der freyen Künste und Wissenschaften und erhielt im September 1740 die Bewilligung, als Privatdozent an der Universität Vorlesungen zu halten.  
Nachdem Hager eine Ruf als Konrektorrat in Zeitz abgelehnt hatte, wurde er 1741 Rektor der Lateinschule in Chemnitz. Das Amt hatte er bis zu seinem Tod inne, der ihn auf einer Reise zu seiner Tochter in Oederan ereilte. 
Hager war Ehrenmitglied der Kaiserlich-französischen Akademie zu Augsburg sowie der Lateinischen Gesellschaft zu Jena.

## Werke (Auswahl)
- Jacobi Sinceri Sendschreiben an einen guten Freund wegen C. F. H. ans Licht gestellten Lebensbeschreibung Nic. Hieron. Gundlings, Hamburg und Breslau 1737.
- Ausführliche Geographie. Chemnitz 1746–1747.
  - Erster Theil. Von den Weltkugeln u. Europa überhaupt, von Portugal, Spanien, Frankreich, Grosbrittanien, den Niederlanden, Schweitz, und Italien insonderheit.,  1746.
  - Zweyter Theil. Von Oesterreich, Baiern, Franken, Schwaben, Niederrhein, Westphalen, Niedersachsen, Obersachsen und Böhmen, 1747.
  - Dritter Theil. Von Dänemark, Norwegen, Schweden, Preußen, Pohlen, Ungarn, der Europäischen Türkey, Rußland, Asien, Afrika, Amerika, und von den unbekannten Ländern, 1747.
- Kleine Bilderbibel, darin die vornehmsten Glaubenslehren und Lebenspflichten der zarten Jugend vorgetragen werden, 2 Bände, Leipzig 1749.
- Kleine Geographie für die Anfänger, Chemnitz 1755.
- Gegründete Vorzüge der öffentlichen Schulen für den Haus- und Winkelschulen, Chemnitz 1763.
- Geographischer Büchersaal, zum Nutzen und Vergnügen eröffnet, Stössel, Chemnitz 1764–1775.